# Ana Crisanto
Ana Crisanto, destacada deportista mexicana de la especialidad de tiro con arco quien fue campeona de Centroamérica y del Caribe en Mayagüez 2010.

## Trayectoria
La trayectoria deportiva de Ana Crisanto se identifica por su participación en los siguientes eventos nacionales e internacionales:

### Juegos Centroamericanos y del Caribe
Fue reconocido su triunfo de ser la cuarta deportista con el mayor número de medallas de la selección de  México 
en los juegos de Mayagüez 2010.

#### Juegos Centroamericanos y del Caribe de Mayagüez 2010
Su desempeño en la vigésima primera edición de los juegos, se identificó por ser la quinta deportista con el mayor número de medallas entre todos los participantes del evento, con un total de 7 medallas:

- , Medalla de oro: Comp. 30m
- , Medalla de plata: Equipo
- , Medalla de plata: FITA
- , Medalla de plata: Comp. 50 m
- , Medalla de bronce: Compuesto
- , Medalla de bronce: Comp. 60 m
- , Medalla de bronce: Comp. 70m